# Лунка-Черній-де-Жос
Лунка-Черній-де-Жос (рум. Lunca Cernii de Jos) — село у повіті Хунедоара в Румунії. Адміністративний центр комуни Лунка-Черній-де-Жос.
Село розташоване на відстані 304 км на північний захід від Бухареста, 35 км на південний захід від Деви, 148 км на південний захід від Клуж-Напоки, 108 км на схід від Тімішоари.

## Населення
За даними перепису населення 2002 року у селі проживали 205 осіб, усі — румуни. Усі жителі села рідною мовою назвали румунську.